# Sabella fusca
Sabella fusca är en ringmaskart som beskrevs av Grube 1870. Sabella fusca ingår i släktet Sabella och familjen Sabellidae. Inga underarter finns listade i Catalogue of Life.